# Paulo Nogueira Filho
Paulo Nogueira Filho (São Paulo, 16 de noviembre de 1898 - São Paulo, 23 de octubre de 1969) fue un abogado, político, escritor y hacendado brasileño.

## Biografía
Nació el 16 de noviembre de 1898 en la ciudad de São Paulo, hijo de Esther Nogueira y de Paulo de Almeida Nogueira, agricultor y político que fue diputado federal durante varias legislaturas. Se casó con Regina Coutinho, nieta del ex presidente, Campos Sales.
En 1919, se graduó en la Facultad de Derecho de São Paulo, donde fundó y dirigió la primera escuela nocturna gestionada por estudiantes universitarios de la ciudad, la Escuela Álvares de Azevedo, considerada por Pedro Lessa como "la joya más preciada de la Liga Nacionalista". Siendo aún estudiante, participó activamente en la campaña de Rui Barbosa para la presidencia de la República y en la de Pereira Barreto para el Senado.
Fue secretario general del Partido Democrático (PD), donde organizó las primeras elecciones internas por voto secreto, práctica hoy generalizada en todos los partidos políticos. El 14 de julio de 1927, al mismo tiempo que el partido enviaba oradores a recorrer todos los municipios de São Paulo en 48 horas, Paulo Nogueira lanzó el Diário Nacional, que dirigió durante mucho tiempo.
En 1928, participó en el Congreso de Liberación en la ciudad de Bagé, en Rio Grande del Sur. En Serro Formoso, por iniciativa de Assis Brasil, participó en la primera reunión de revolucionarios preparatoria del movimiento que finalmente estalló en 1930. De allí fue a Buenos Aires, con Assis Brasil, João Alberto y Luis Carlos Prestes.
En 1929, regresó a Brasil y se unió a una oposición articulada al gobierno, encabezada por la entonces Alianza Liberal, que consistía en una coalición nacional. Al año siguiente, esta coalición lanzó a Getúlio Vargas en la carrera por la presidencia de Brasil, enfrentando al candidato oficialista Júlio Prestes del Partido Republicano Paulista (PRP). En la oficina central del Partido Democrático, participó en la campaña con la tarea de reestructurar la publicación periódica del partido. En esa época, también retomó las relaciones con los "tenentistas" que ya se organizaban en São Paulo, liderados por Antônio de Siqueira Campos y que ya planeaban un golpe de Estado si su candidato era derrotado en las elecciones de marzo de ese año. En aquella época, también organizaba las visitas de campaña de Getúlio Vargas a São Paulo.
Con la victoria de Júlio Prestes en las elecciones de marzo de 1930, las conspiraciones para el golpe de Estado se acentuaron. Sin embargo, en mayo de 1930, Antônio de Siqueira Campos murió en un accidente de aviación, lo que provocó cambios en la dirección de la conspiración en São Paulo, siendo designado Ricardo Holl para encabezar la conspiración en São Paulo y, en esta ocasión, Paulo Nogueira Filho para la región de Campinas. Las principales bases de los revolucionarios se encontraban en Río Grande del Sur, Minas Gerais y Paraíba, que tendrían la tarea de iniciar el levantamiento. Como representantes del PD, Paulo Nogueira Filho y Aureliano Leite eran representantes de las columnas de Río Grande del Sur y Minas Gerais, respectivamente. 
El levantamiento estalló el 3 de octubre de 1930, con gran éxito en el sur y el norte del país. Para consolidar el golpe de Estado, los revolucionarios iniciaron una marcha hacia la capital federal, que entonces era Río de Janeiro. Al inicio de esta marcha, Nogueira Filho, en representación de los intereses del PD, acordó con el líder de los revolucionarios liderados por Getúlio Vargas la situación en São Paulo, acordando nombrar a Francisco Morato (PD) para asumir el gobierno de São Paulo una vez consolidado el golpe. Aunque hubo resistencia inicial de las guarniciones militares y de la Fuerza Pública de São Paulo y de Río de Janeiro, la alta jerarquía militar de la capital federal decidió unirse a los rebeldes y deponer al presidente Washington Luís, lo que ocurrió el 24 de octubre de 1930, nombrándose entonces una junta militar para acabar con la resistencia a los rebeldes en todos los estados. Como resultado, São Paulo y Río de Janeiro abrieron el camino para que las tropas revolucionarias avanzaran hacia la capital federal. Finalmente, el 3 de noviembre de 1930, la junta militar tomó juramento a Getúlio Vargas para asumir el Gobierno Provisional del país.
El Partido Democrático esperaba que Francisco Morato fuera nombrado interventor de São Paulo, pero se frustró con el nombramiento del "teniente" João Alberto. A partir de entonces, Nogueira Filho comenzó a distanciarse de Getúlio Vargas y de los demás líderes de los revolucionarios. Durante el gobierno del interventor João Alberto, Nogueira Filho asumió el cargo de subjefe de policía, actuando varias veces como jefe interino. En una ocasión, João Alberto le ordenó autorizar la instalación del Partido Comunista Brasileño en São Paulo y proteger sus actividades. En aquella época, fue invitado a participar en la dirección de la Legión Revolucionaria (rebautizada "Partido Popular Paulista" en 1931), organización político-militar creada el 12 de noviembre de 1930 por Miguel Costa y João Alberto, y que servía de apoyo local a la dictadura de Getúlio Vargas y para garantizar los intereses del ala "tenenista" del movimiento revolucionario. Sin embargo, declinó la invitación debido a su oposición a la intervención de João Alberto.
En 1931, asumió un cargo en el gobierno provisional para estructurar la Comisión Central de Compras del gobierno. Sin embargo, el descontento del Partido Democrático con el Gobierno Provisional fue creciendo cada vez más, lo que llevó al PD a publicar ese año un manifiesto de ruptura con João Alberto, a quien en el texto se acusaba de mantener en el gobierno a cargos políticos y elementos inconvenientes para la tranquilidad general del Estado. Paulo Nogueira Filho fue uno de los firmantes de este manifiesto. Ese año, el PD rompió con el Gobierno Provisional y otros líderes de la Revolución de 1930. Y Paulo Nogueira Filho participó en la organización del Frente Único Paulista (FUP): una asociación entre el PD y el PRP que se lanzó oficialmente en febrero de 1932. Esta unión de los dos partidos contra el Gobierno Provisional dio lugar a un programa de reconstitucionalización del país, así como a la autonomía de São Paulo. Ante la frustración de las negociaciones con el Gobierno Provisional para definir la Asamblea Nacional Constituyente, la FUP y otros líderes de São Paulo y de todo el país comenzaron a considerar la posibilidad de un levantamiento armado. El plan de un levantamiento armado se acentuó en mayo de 1932, durante las señales hostiles del Gobierno Provisional contra los líderes paulistas, como la presencia de Osvaldo Aranha, entonces ministro de Hacienda, en São Paulo el 23 de mayo, con la intención de presionar al gobernador Pedro de Toledo para que disolviera su gabinete.
En aquella ocasión, Paulo Nogueira Filho promovió la formación de Guarda Paulista, que pocos días después se convertiría en MMDC, habiendo sido uno de los primeros directores de la organización clandestina que fue una de las responsables de articular el levantamiento armado contra la dictadura de Getúlio Vargas. Posteriormente fue sustituido por Aureliano Leite como director. En este cargo, colaboró estrechamente con la dirección del movimiento. Sin embargo, en vísperas del levantamiento, junto con João Neves da Fontoura, intentó una última reunión con representantes del Gobierno Provisional para evitar la lucha armada, pero sin éxito.
El levantamiento estalló el 9 de julio de 1932 y pasó a llamarse Revolución Constitucionalista. En aquel momento, Nogueira Filho se encontraba en la ciudad de Río de Janeiro. Para evitar ser arrestado, embarcó clandestinamente en un barco rumbo a São Paulo. Sin embargo, con la derrota militar del Ejército Constitucionalista, que resultó en su rendición al Ejército Federal el 2 de octubre de 1932, Paulo Nogueira Filho se exilió junto con otros líderes del movimiento. Sin embargo, a finales de 1933, regresó a Brasil y se presentó como candidato a diputado federal para la asamblea constituyente que se celebraría al año siguiente. En octubre de 1934, fue elegido diputado federal por São Paulo por el Partido Constitucionalista y apoyó a Armando de Sales Oliveira para el gobierno de São Paulo.
En 1935, se mostró a favor del cierre de la Aliança Nacional Libertadora (ANL) y en contra de los movimientos políticos comunistas.
En 1937, con el golpe de Estado liderado por Getúlio Vargas, que dio lugar al régimen dictatorial conocido como Estado Novo. Opuesto a este régimen, Paulo Nogueira Filho fue detenido y deportado junto con Armando de Sales Oliveira y otros líderes políticos, pero incluso en el exilio se opuso al régimen.
Con el fin del Estado Novo, el 29 de octubre de 1945, el Supremo Tribunal Federal (STF) les concedió el derecho de regresar al país. De regreso, se afilió a la Unión Democrática Nacional (UDN), asumiendo la Secretaría Nacional del partido. A finales de ese año, se presentó como candidato del partido a la Asamblea Constituyente de 1946, y obtuvo el mayor número de votos entre los candidatos del partido por São Paulo.
En la Asamblea Nacional Constituyente de 1946, Nogueira Filho desempeñó un papel notable, presentando junto con Jurandir de Castro Pires Ferreira un total de 155 enmiendas al proyecto de la nueva Constitución brasileña. Fue durante este período que también lanzó publicaciones sobre sus experiencias en la Asamblea Constituyente.
En 1948, insatisfecho con la dirección política de la UDN, se unió al Partido Social Progresista (PSP) y se convirtió en el secretario general del partido. Con motivo de las elecciones presidenciales de 1950, el partido se alió con el Partido Laborista Brasileño (PTB), que lanzó la candidatura de Getúlio Vargas, elegido por amplia mayoría de votos. Aliado de Getúlio Vargas, en 1951 pidió una excedencia en la Cámara de Diputados y fue nombrado asesor político de la delegación brasileña en la IV Conferencia de Consulta de Cancilleres Americanos, celebrada en Washington D. C., EE. UU, comité liderado por João Neves da Fontoura. Ese año también fue representante de Brasil en la delegación del Instituto para la Organización Racional del Trabajo (IDORT) durante la Conferencia de la Organización Internacional del Trabajo, celebrada en Bruselas.
En 1954, durante el gobierno de João Café Filho, fue director del Servicio de Asistencia al Menor (SAM). Al año siguiente, se retiró de la vida pública. Sin embargo, apoyó el golpe militar de 1964 que derrocó al presidente João Goulart en marzo de ese año.
En septiembre de 1968, fue admitido en la Academia Paulista de Letras. Sin embargo, murió al año siguiente en la ciudad de São Paulo.